# Natchez (Louisiana)
Natchez és una vila a la parròquia de Natchitoches, Louisiana, Estats Units. Segons el cens de 2010 tenia 597 habitants. Forma part de l'Àrea Estadística Micropolitana de Natchitoches. El poble i la parròquia formen part de l'Àrea del Patrimoni Nacional de Cane River.

## Història
Aquest poble és una de les comunitats més antigues del territori cobert per la Compra de Louisiana, i forma part de Cane River National Heritage Area. La zona de Côte Joyeuse (costa joiosa en català) va ser la llar dels primers plantadors francesos a Louisiana. Algunes de les plantacions (o antigues plantacions) a Natchez inclouen Oakland Plantation (1818), Cherokee Plantation (c. 1825), Oaklawn Plantation (1830), Cedar Bend Plantation (1850) i l'Atahoe Plantation (1873).
L'església d'Isle Brevelle a Natchez va ser establerta l'any 1803 per Augustin Métoyer i des d'aleshores s'han celebrat contínuament els serveis de l'església. És l'església més antiga dels Estats Units que va ser fundada per i per al poble crioll mixt. L'església va ser construïda pels fills de Métoyer i Marie Thérèse Coin-coin. Degut a la importància de la història de l'església criolla i la seva centralitat en la vida de la comunitat, s'ha inclòs a la ruta del patrimoni afroamericà de Louisiana.

## Geografia
Segons l'Oficina del Cens dels Estats Units, la vila té una superfície total de 1,1 milles quadrades (2,8 km 2), tot terra ferma.

### Cens del 2020
| carrera                        | Número | Percentatge |
| ------------------------------ | ------ | ----------- |
| Blanc (no hispà)               | 15     | 3,07%       |
| Negre o afroamericà (no hispà) | 456    | 93,25%      |
| Altres/Mixtes                  | 12     | 2,45%       |
| hispà o llatí                  | 6      | 1,23%       |

Segons el cens dels Estats Units del 2020, el poble tenia 489 habitants, 253 habitatges, i 130 famílies.

### Cens de l'any 2000
Segons el cens del 2000, tenia 583 habitants, 227 habitatges, i 140 famílies. La densitat de població era de 542,9 habitants per milla quadrada (210,4/km 2). Hi havia 264 unitats d'habitatge amb una densitat mitjana de 95,3/km 2 (245,9 per milla quadrada). La composició racial del poble era 4,80% blancs, 91,94% afroamericans, 1,20% nadius americans, 1,03% d'altres races i 1,03% de dues o més races. Els hispans o llatins de qualsevol raça eren l'1,20% de la població.
Dels 227 habitatges en un 32,2% hi vivien nens de menys de 18 anys, en un 29,5% hi vivien parelles casades, en un 26,9% dones solteres, i en un 38,3% no eren unitats familiars. En el 35,2% dels habitatges hi vivien persones soles el 9,7% de les quals corresponia a persones de 65 anys o més que vivien soles. El nombre mitjà de persones vivint en cada habitatge era de 2,57 i el nombre mitjà de persones que vivien en cada família era de 3,42.
Per edats la població es repartia de la següent manera: un 31,9% tenia menys de 18 anys, un 11% entre 18 i 24, un 26,1% entre 25 i 44, un 22,3% entre 45 i 60 i un 8,7% 65 anys o més. La mitjana d'edat era de 31 anys. Per cada 100 dones hi havia 93,7 homes. Per cada 100 dones de 18 o més anys hi havia 86,4 homes.
La renda mediana per habitatge era de 16.786 $ i la renda mediana per família de 19.643 $. Els homes tenien una renda mediana de 20.938 $ mentre que les dones 13.167 $. La renda per capita de la població era de 7.625 $. Aproximadament el 31,5% de les famílies i el 39,2% de la població estaven per davall del llindar de pobresa, incloent el 47,2% dels menors de 18 anys i el 58,1% dels 65 o més.